# 吳劍昇
吳劍昇（英語：Ng Kim-sing），民主黨成員，香港泛民主派人士，前香港葵青區議會葵聯選區議員。2000年至2019年，吳劍昇曾連續五屆當選葵青區興芳選區議員，其後轉戰新開設的葵聯選區，原本的興芳選區則交棒助理唐皓文，唐皓文亦成功接捧。